# 野口瑠璃子
野口 瑠璃子（のぐち るりこ、1995年7月6日 - ）は、日本の女性声優。福岡県出身。アーツビジョン所属。

## 略歴
日本ナレーション演技研究所出身。

## 人物
方言は小倉弁。
趣味・特技は舞台鑑賞、音楽鑑賞、ダンス。

## 出演
太字はメインキャラクター。

### テレビアニメ
2015年
- 響け!ユーフォニアム（吹奏楽部員）
- 放課後のプレアデス（生徒C）

2016年
- 無彩限のファントム・ワールド（生徒）
- あんハピ♪（先生、飼い主）
- ラブライブ!サンシャイン!!（女子生徒）
- はんだくん（かよちゃん）
- 競女!!!!!!!!（堀内桃）
- SHOW BY ROCK!!#（アイレーン）

2018年
- クラシカロイド（女の子）
- こみっくがーるず（琉姫の母）

2019年
- ドメスティックな彼女（美已奈）
- フルーツバスケット（TV番組、生徒）

2020年
- 痛いのは嫌なので防御力に極振りしたいと思います。（2020年 - 2023年、サリー〈白峯理沙〉） - 2シリーズ
- 推しが武道館いってくれたら死ぬ（おしゃれ女子）
- 球詠（中村希）

2021年
- SHOW BY ROCK!! STARS!!（アイレーン）
- トロピカル〜ジュ!プリキュア（副会長 / 一条里香）
- 死神坊ちゃんと黒メイド（メイドB）
- ラブライブ!スーパースター!!
- SELECTION PROJECT（当麻史郎、横田菜穂〈AD C〉）
- Deep Insanity THE LOST CHILD（小鳩玲香）
- マブラヴ オルタネイティヴ（2021年 - 2022年、煌武院悠陽） - 2シリーズ
- サクガン（子供）

2022年
- ぷちセカ（星乃一歌）
- 平家物語（女房）
- ラブライブ!虹ヶ咲学園スクールアイドル同好会
- SPY×FAMILY（館内アナウンス）
- Extreme Hearts（葉山陽和）
- クレヨンしんちゃん（2022年 - 2025年、美女A、園児D、男の子、釣りガールC、園児C 他）

2023年
- 江戸前エルフ（女子A）
- BEYBLADE X（2023年 - 2025年、七色マルチ）
- ドッグシグナル（2023年 - 2024年、高校生、ココ、トリマー、生徒たち、生徒）
- アンデッドアンラック（オペレーター）
- 盾の勇者の成り上がり（2023年 - 2025年、ミルキー） - 2シリーズ
- ティアムーン帝国物語〜断頭台から始まる、姫の転生逆転ストーリー〜（少年）

2024年
- 小市民シリーズ（女性店員）
- ネガポジアングラー（子供）

2025年
- ウマ娘 シンデレラグレイ（サクラチヨノオー）

### 劇場アニメ
- ANEMONE/交響詩篇エウレカセブン ハイエボリューション（2018年）
- 劇場版 美少女戦士セーラームーンEternal 後編（2021年、メナード）
- 犬王（2022年）
- 劇場版プロジェクトセカイ 壊れたセカイと歌えないミク（2025年、星乃一歌[16]）

### OVA
- 無彩限のファントム・ワールド 番外編（2016年、生徒）

### Webアニメ
- TIGER & BUNNY 2（2022年、女性ファン、トーマス〈幼少〉）
- Leo/need - Journey to Bloom『STELLA』（2023年、星乃一歌）

### ゲーム
2015年
- ミリ姫大戦 -MILITÄRISCHE MÄDCHEN-（バーリング、ブラッドリー、マシューズ、ヴァシレフスキー、マリノフスキー）
- 激突！ブレイク学園（三葉こころ）

2017年
- スクールスタードリーム〜カミオシ！〜（新庄音子）
- SHOW BY ROCK!!（アイレーン）
- エターナルリンケージ 〜蒼穹のアムネシア〜（シェリル、ミランダ）
- グランドサマナーズ（リシュリー）

2018年
- 天空のクラフトフリート（エルメル）
- アルテイルクロニクル（ジェンヌ）
- 放置少女〜百花繚乱の萌姫たち〜（出雲阿国、織田信長）
- 温泉むすめ ゆのはな これくしょん（湯の川聖羅）
- クイズRPG 魔法使いと黒猫のウィズ（2018年 - 2025年、ナナ・クラリィ、鶴音リレイ)

2019年
- アビス・ホライズン（秋月、ワシントン、ソヴレメンヌイ）

2020年
- 痛いのは嫌なので防御力に極振りしたいと思います。〜らいんうぉーず！〜（サリー）
- SHOW BY ROCK!! Fes A Live（アイレーン）
- 絵師神の絆（根沖トロ子）
- アリス・ギア・アイギス（2020年 - 2024年、九炉鉄悠都）
- プロジェクトセカイ カラフルステージ! feat. 初音ミク（2020年 - 2023年、星乃一歌）
- 蒼藍の誓い ブルーオース（ワシントン、アドミラル・グラーフ・シュペー）
- OCTOPATH TRAVELER 大陸の覇者（レヴァン）

2021年
- ウマ娘 プリティーダービー（2021年 - 、サクラチヨノオー）
- ブラック・サージナイト（キング・ジョージ5世、ケーニヒスベルク）
- WAR OF THE VISIONS ファイナルファンタジー ブレイブエクスヴィアス 幻影戦争（ファルム）
- アズールレーン（由良）
- Deep Insanity ASYLUM（小鳩玲香）
- きららファンタジア（中村希）
- フェアリースフィア（シュークリーム）

2022年
- ヴェルヴェット・コード（キーロフ）
- 誰ガ為のアルケミスト（メルビレイ）
- 無期迷途（ルヴィア・レイ、スターゲイザー）

2023年
- ブラウンダスト（ラクシュミー）
- 9 R.I.P.（優衣）
- ガーディアンテイルズ（アンドラス / セリーヌ）

2024年
- 崩壊:スターレイル（デブラ）
- ドラゴンクエストX（ポルテ）
- エバーソウル（メフィストフェレス）
- クッキーラン：キングダム（雲カイチ味クッキー）
- マブラヴ：ディメンションズ（煌武院悠陽[36]）
- カルドアンシェル（アンシェ[37]）

### ドラマCD
- 温泉むすめ ドラマCD Vol.3『北海道 Collection 北海道湯けむり横断記』（2018年、湯の川聖羅[38]）
- 痛いのは嫌なので防御力に極振りしたいと思います。（2021年、サリー[39]） - 小説第11巻 ドラマCD付き特装版

### 吹き替え

#### 映画
- アグリーズ
- ゾンビスクール

#### ドラマ
- オーメン
- The Sinner -隠された理由-:ジュリアン（ジュリアン〈エリシャ・ヘニグ〉[40]）
- シドニーとがんばりマックス（英語版）（少年マックス〈ジャクソン・ドリンガー〉）
- ダーク・マテリアルズ/黄金の羅針盤（ロジャー〈ルウィン・ロイド〉）※スター・チャンネル版
- Major Crimes 〜重大犯罪課 シーズン4

### デジタルコミック
- サテライト・コインランドリー（2023年、キリミ[41]）
- ノーマルガール（2023年、東上渚、クラスメイト、給湯器[42]、OL[43]）

### ラジオ
※はインターネット配信。
- メイプルとサリーの防御特化とインターネットラジオ（2020年、音泉※）[44]

### テレビ番組
※はインターネット配信。
- TVアニメ「SHOW BY ROCK!!#」にきもぷるぷる♡にこにゃまなのだ♪（2016年、ニコニコ生放送※）
- 魔法使いと黒猫のウィズ】６周年記念公式生放送！〜６大新発表SP!!〜（2019年、YouTubeLive※）[45]

### 映像商品
- 温泉むすめ 3rd LIVE “NOW ON☆SENSATION!! Vol.3”〜ワイワイワッチョイナ!!〜（2018年12月）[46]
- 魔法使いと黒猫のウィズ Live Concert 2019（2019年12月）[47]
- プロジェクトセカイ カラフルステージ! feat. 初音ミク  セカイシンフォニー Sekai Symphony 2023 Live Blu-ray（2023年11月29日）[48]

### オーディオドラマ
- LisBo
  - 墨丸（2018年[49]、お石〈娘時代〉[50]）
  - 夜の辛夷（2019年[51]、お若[52]）
- みらい文庫ちゃんねる
  - 放課後ゆーれい部の事件ファイル（2021年、長尾千鶴[53]）
  - 絶滅世界（2021年、宇美原タツキ[54]）
- プロジェクトセカイ カラフルステージ! feat. 初音ミク ボイスドラマ（2021年 - 2022年、星乃一歌） - 2作品[一覧 4]
- Extreme Hearts S×S×S（2022年、葉山陽和）
- 恋が暴走する惑星 姫川と田中（2022年、姫川更紗[55]）

### 朗読劇
- ネコたん！〜猫町怪異奇譚〜（2024年、龍石李依[56]）

### PV
- みらい文庫ちゃんねる 放課後ゆ〜れい部の事件ファイル PV（2021年、長尾千鶴[57]）
- つばめアルペン PV（2023年、栗山杏果[58]）
- みにくい遊郭の子 PV（2024年、エソラ[59]）

### その他コンテンツ
- 全国鐵構工業協会 鉄骨ガールと工場見学（2016年、エス[60]）
- パチンコ『P SHOW BY ROCK!!』（2019年、アイレーン）
- ポカリスエット×初音ミクコラボweb movie（2021年 - 2022年、星乃一歌）
- 劇場版プロジェクトセカイ コラボCM
  - ホットペッパービューティー×劇場版プロジェクトセカイ「#想髪で新セカイへ」キャンペーン（2024年 - 2025年、星乃一歌）
  - 劇場版プロセカ×LAVIE SOLコラボムービー「TUNE YOUR COLORS」（2024年、星乃一歌）
- プリクラ機GIMMI 撮影進行ボイス（2024年、星乃一歌）

## ディスコグラフィ

### キャラクターソング
| 発売日         | 商品名                                                                                         | 歌 | 楽曲 | 備考                                                                                          |
| -------------- | ---------------------------------------------------------------------------------------------- | --- | --- | --------------------------------------------------------------------------------------------- |
| 2016年9月21日  | SHOW BY ROCK!! BEST Vol.2                                                                      | BUD VIRGIN LOGIC［アイレーン（野口瑠璃子）］ | 「Forbidden」 | ゲーム『SHOW BY ROCK!!』関連曲                                                                |
| 2016年11月30日 | ×旋律-Schlehit Melodie-/断罪のソリテュード                                                     | BUD VIRGIN LOGIC［アイレーン（野口瑠璃子）］ | 「×旋律-Schlehit Melodie-」 「断罪のソリテュード」                                                                                          | テレビアニメ『SHOW BY ROCK!!#』挿入歌                                                         |
| 2017年8月30日  | BUD VIRGIN LOGIC 1st Mini album「Monologue」                                                   | BUD VIRGIN LOGIC［アイレーン（野口瑠璃子）］ | 「ソラウソ」 「オヤスミパラノイア」 「Monologue」 「Albidus」 「ハカナイトメア」                                                            | ゲーム『SHOW BY ROCK!!』関連曲                                                                |
| 2017年10月18日 | イプシロン進化論                                                                               | Adhara | 「イプシロン進化論」 「孤高のピエロ」 | 『温泉むすめ』関連曲                                                                          |
| 2018年8月29日  | ENDLESS!!!!                                                                                    | SHOWBYROCK!! Family | 「Eternal Unity-明日へのメロディ-」 | ゲーム『SHOW BY ROCK!!』関連曲                                                                |
| 2019年5月31日  | 魔法使いと黒猫のウィズ 6th Anniversary Original Soundtrack                                     | 鶴音リレイ（野口瑠璃子） | 「Relation」 「Break night」 「end all」 | ゲーム『クイズRPG 魔法使いと黒猫のウィズ』関連曲                                              |
| 2019年10月16日 | 温泉むすめコンプリートアルバム Vol.2                                                           | Adhara | 「星に集いし乙女の物語-プロローグ-」 「覚醒 sinfonia」                                                                                      | 『温泉むすめ』関連曲                                                                          |
| 2019年12月18日 | SHOW BY ROCK!! BEST Vol.3                                                                      | BUD VIRGIN LOGIC［アイレーン（野口瑠璃子）］ | 「Please Please Christmas」 | ゲーム『SHOW BY ROCK!!』関連曲                                                                |
| 2020年4月17日  | 魔法使いと黒猫のウィズ 7th Anniversary Original Soundtrack                                     | 鶴音リレイ（野口瑠璃子） | 「ColoRing」 | ゲーム『クイズRPG 魔法使いと黒猫のウィズ』関連曲                                              |
| 2020年5月27日  | Never Let You Go!/プラスマイナスゼロの法則                                                     | 新越谷高校女子野球部 | 「プラスマイナスゼロの法則」 | テレビアニメ『球詠』エンディングテーマ                                                        |
| 2020年5月27日  | Never Let You Go!/プラスマイナスゼロの法則                                                     | 中村希（野口瑠璃子） | 「プラスマイナスゼロの法則」 | テレビアニメ『球詠』関連曲                                                                    |
| 2021年3月25日  | アノカナタリウム（TV edit）                                                                    | SHOWBYROCK!!STARS! | 「アノカナタリウム（TV edit）」 | テレビアニメ『SHOW BY ROCK!! STARS!!』挿入歌                                                  |
| 2021年4月7日   | TVアニメ「SHOW BY ROCK!! STARS!!」挿入歌ミニアルバム Vol.2                                     | BUD VIRGIN LOGIC［アイレーン（野口瑠璃子）］ | 「EMPIRE DOMINATOR」 | テレビアニメ『SHOW BY ROCK!! STARS!!』挿入歌                                                  |
| 2021年4月21日  | SHOW BY ROCK!! BEST Vol.4                                                                      | BUD VIRGIN LOGIC［アイレーン（野口瑠璃子）］ | 「ウソの笑顔」 | ゲーム『SHOW BY ROCK!! Fes A Live』関連曲                                                     |
| 2021年6月9日   | needLe/ステラ                                                                                  | Leo/need、初音ミク | 「needLe」 「ステラ」 | ゲーム『プロジェクトセカイ カラフルステージ！ feat. 初音ミク』関連曲                          |
| 2021年6月16日  | SHOW BY ROCK!! STARS!! BD第3巻特典CD                                                           | シアン（稲川英里）、阿（早見沙織）、アイレーン（野口瑠璃子）、しばりん（高野麻里佳） | 「グッデイバイデイ」 | テレビアニメ『SHOW BY ROCK!! STARS!!』関連曲                                                  |
| 2021年9月14日  | 魔法使いと黒猫のウィズ 8th Anniversary Original Soundtrack                                     | 鶴音リレイ（野口瑠璃子） | 「Melting Line」 「Relation（Ballad ver）」                                                                                                 | ゲーム『クイズRPG 魔法使いと黒猫のウィズ』関連曲                                              |
| 2021年9月14日  | 魔法使いと黒猫のウィズ 8th Anniversary Original Soundtrack                                     | 鶴音リレイ（野口瑠璃子）、ルミスフィレス（佐倉綾音） | 「Fairy Yell」 | ゲーム『クイズRPG 魔法使いと黒猫のウィズ』関連曲                                              |
| 2021年10月29日 | 聖サタニック女学院校歌 (鶴音リレイver.)                                                        | 鶴音リレイ（野口瑠璃子） | 「聖サタニック女学院校歌 (鶴音リレイver.)」                                                                                                 | ゲーム『クイズRPG 魔法使いと黒猫のウィズ』関連曲                                              |
| 2021年11月18日 | Evil Ethics                                                                                    | BUD VIRGIN LOGIC［アイレーン（野口瑠璃子）］ | 「Evil Ethics」 | ゲーム『SHOW BY ROCK!! Fes A Live』関連曲                                                     |
| 2021年12月8日  | セカイ/ワーワーワールド/群青讃歌                                                               | 星乃一歌（野口瑠璃子）、天馬司（廣瀬大介）、宵崎奏（楠木ともり）、初音ミク | 「セカイ」 | ゲーム『プロジェクトセカイ カラフルステージ！ feat. 初音ミク』関連曲                          |
| 2021年12月8日  | セカイ/ワーワーワールド/群青讃歌                                                               | 星乃一歌（野口瑠璃子）、花里みのり（小倉唯）、小豆沢こはね（秋奈）、天馬司（廣瀬大介）、宵崎奏（楠木ともり）、初音ミク | 「群青讃歌」 | ゲーム『プロジェクトセカイ カラフルステージ！ feat. 初音ミク』関連曲                          |
| 2022年2月16日  | 霽れを待つ/「1」                                                                               | Leo/need、初音ミク | 「霽れを待つ」 | ゲーム『プロジェクトセカイ カラフルステージ！ feat. 初音ミク』関連曲                          |
| 2022年2月16日  | 霽れを待つ/「1」                                                                               | Leo/need、巡音ルカ | 「「1」」 | ゲーム『プロジェクトセカイ カラフルステージ！ feat. 初音ミク』関連曲                          |
| 2022年3月16日  | ウマ娘 プリティーダービー WINNING LIVE 04                                                      | サクラチヨノオー（野口瑠璃子） | 「ひたむきマイノート」 | ゲーム『ウマ娘 プリティーダービー』関連曲                                                     |
| 2022年3月16日  | ウマ娘 プリティーダービー WINNING LIVE 04                                                      | マルゼンスキー（Lynn）、オグリキャップ（高柳知葉）、メジロマックイーン（大西沙織）、ナリタブライアン（衣川里佳）、シンボリルドルフ（田所あずさ）、タマモクロス（大空直美）、マンハッタンカフェ（小倉唯）、エイシンフラッシュ（藤野彩水）、スーパークリーク（優木かな）、ナイスネイチャ（前田佳織里）、マチカネタンホイザ（遠野ひかる）、イクノディクタス（田澤茉純）、ツインターボ（花井美春）、サトノダイヤモンド（立花日菜）、キタサンブラック（矢野妃菜喜）、サクラチヨノオー（野口瑠璃子）、メジロアルダン（会沢紗弥）、ヤエノムテキ（日原あゆみ） | 「うまぴょい伝説」 | ゲーム『ウマ娘 プリティーダービー』関連曲                                                     |
| 2022年4月27日  | ウマ娘 プリティーダービー WINNING LIVE 05                                                      | スペシャルウィーク（和氣あず未）、サイレンススズカ（高野麻里佳）、トウカイテイオー（Machico）、オグリキャップ（高柳知葉）、ゴールドシップ（上田瞳）、メジロマックイーン（大西沙織）、テイエムオペラオー（徳井青空）、ナリタブライアン（衣川里佳）、シンボリルドルフ（田所あずさ）、タマモクロス（大空直美）、メジロライアン（土師亜文）、アドマイヤベガ（咲々木瞳）、サクラバクシンオー（三澤紗千香）、ミスターシービー（天海由梨奈）、メジロドーベル（久保田ひかり）、マチカネタンホイザ（遠野ひかる）、サトノダイヤモンド（立花日菜）、キタサンブラック（矢野妃菜喜）、サクラチヨノオー（野口瑠璃子）、メジロアルダン（会沢紗弥）、ヤエノムテキ（日原あゆみ）、ナリタトップロード（中村カンナ） | 「We are DREAMERS!!」 | ゲーム『ウマ娘 プリティーダービー』関連曲                                                     |
| 2022年4月27日  | ウマ娘 プリティーダービー WINNING LIVE 05                                                      | スペシャルウィーク（和氣あず未）、サイレンススズカ（高野麻里佳）、トウカイテイオー（Machico）、オグリキャップ（高柳知葉）、ゴールドシップ（上田瞳）、メジロマックイーン（大西沙織）、テイエムオペラオー（徳井青空）、ナリタブライアン（衣川里佳）、シンボリルドルフ（田所あずさ）、アグネスデジタル（鈴木みのり）、タマモクロス（大空直美）、マヤノトップガン（星谷美緒）、メジロライアン（土師亜文）、アドマイヤベガ（咲々木瞳）、サクラバクシンオー（三澤紗千香）、スマートファルコン（大和田仁美）、ニシノフラワー（河井晴菜）、ハルウララ（首藤志奈）、マーベラスサンデー（三宅麻理恵）、ミスターシービー（天海由梨奈）、メジロドーベル（久保田ひかり）、ナイスネイチャ（前田佳織里）、マチカネタンホイザ（遠野ひかる）、ツインターボ（花井美春）、サトノダイヤモンド（立花日菜）、キタサンブラック（矢野妃菜喜）、サクラチヨノオー（野口瑠璃子）、メジロアルダン（会沢紗弥）、ヤエノムテキ（日原あゆみ）、ナリタトップロード（中村カンナ） | 「うまぴょい伝説」 | ゲーム『ウマ娘 プリティーダービー』関連曲                                                     |
| 2022年5月11日  | Leo/need SEKAI ALBUM vol.1                                                                     | Leo/need［星乃一歌（野口瑠璃子）］、初音ミク | 「ロキ」 「テオ」 「ヒバナ -Reloaded-」 「青く駆けろ！」 「ドラマツルギー」 「六兆年と一夜物語」                                            | ゲーム『プロジェクトセカイ カラフルステージ！ feat. 初音ミク』関連曲                          |
| 2022年5月11日  | Leo/need SEKAI ALBUM vol.1                                                                     | Leo/need［星乃一歌（野口瑠璃子）］ | 「アスノヨゾラ哨戒班」 | ゲーム『プロジェクトセカイ カラフルステージ！ feat. 初音ミク』関連曲                          |
| 2022年5月11日  | Leo/need SEKAI ALBUM vol.1                                                                     | Leo/need | 「ウミユリ海底譚」 | ゲーム『プロジェクトセカイ カラフルステージ！ feat. 初音ミク』関連曲                          |
| 2022年5月11日  | Leo/need SEKAI ALBUM vol.1                                                                     | Leo/need | 「タイムマシン」 「いかないで」 | ゲーム『プロジェクトセカイ カラフルステージ！ feat. 初音ミク』関連曲                          |
| 2022年5月11日  | Leo/need SEKAI ALBUM vol.1                                                                     | Leo/need、初音ミク | 「from Y to Y」 「カゲロウデイズ」 | ゲーム『プロジェクトセカイ カラフルステージ！ feat. 初音ミク』関連曲                          |
| 2022年5月17日  | Melodious Chord                                                                                | 鶴音リレイ（野口瑠璃子） | 「Melodious Chord」 | ゲーム『クイズRPG 魔法使いと黒猫のウィズ』関連曲                                              |
| 2022年7月17日  | -                                                                                              | RISE | 「SUNRISE (Ver.First 2)」 | テレビアニメ『Extreme Hearts』エンディングテーマ                                              |
| 2022年7月24日  | -                                                                                              | RISE | 「SUNRISE (Ver.Starting 3)」 | テレビアニメ『Extreme Hearts』エンディングテーマ                                              |
| 2022年8月14日  | -                                                                                              | RISE | 「SUNRISE (Ver.Untie 4)」 | テレビアニメ『Extreme Hearts』エンディングテーマ                                              |
| 2022年9月4日   | -                                                                                              | 葉山陽和（野口瑠璃子）、ミシェル・イェーガー（市ノ瀬加那） | 「青空に逢えるよ（feat.Michelle）」 | テレビアニメ『Extreme Hearts』挿入歌                                                          |
| 2022年10月4日  | ウマ娘 プリティーダービー Solo Vocal Tracks Vol.5 －4th EVENT SPECIAL DREAMERS!! EXTRA STAGE－ | サクラチヨノオー（野口瑠璃子） | 「We are DREAMERS!!（Game Size）」 | ゲーム『ウマ娘 プリティーダービー』関連曲                                                     |
| 2022年10月5日  | Extreme Hearts キャラクターソングアルバム「BEST 4 U」                                          | 葉山陽和（野口瑠璃子） | 「名もなき花」 | テレビアニメ『Extreme Hearts』挿入歌                                                          |
| 2022年10月5日  | Extreme Hearts キャラクターソングアルバム「BEST 4 U」                                          | 葉山陽和（野口瑠璃子） | 「青空に逢えるよ」 | テレビアニメ『Extreme Hearts』挿入歌                                                          |
| 2022年10月5日  | Extreme Hearts キャラクターソングアルバム「BEST 4 U」                                          | 葉山陽和（野口瑠璃子）、小鷹咲希（岡咲美保）、前原純華（優木かな） | 「明日へのBreakShoot」 | テレビアニメ『Extreme Hearts』挿入歌                                                          |
| 2022年10月5日  | Extreme Hearts キャラクターソングアルバム「BEST 4 U」                                          | RISE | 「Rise up Dream」 | テレビアニメ『Extreme Hearts』挿入歌                                                          |
| 2022年10月5日  | Extreme Hearts キャラクターソングアルバム「BEST 4 U」                                          | RISE | 「大好きだよって叫ぶんだ」 | テレビアニメ『Extreme Hearts』挿入歌                                                          |
| 2022年10月5日  | Extreme Hearts キャラクターソングアルバム「BEST 4 U」                                          | 葉山陽和（野口瑠璃子）、小鷹咲希（岡咲美保）、前原純華（優木かな）、橘雪乃（福原綾香）、小日向理瀬（小澤亜李）、ミシェル・イェーガー（市ノ瀬加那）、アシュリー・ヴァンクロフト（瀬戸麻沙美） | 「無限大の魔法」 | テレビアニメ『Extreme Hearts』挿入歌                                                          |
| 2022年10月5日  | Extreme Hearts キャラクターソングアルバム「BEST 4 U」                                          | RISE | 「Happy☆Shiny Stories」 | テレビアニメ『Extreme Hearts』挿入歌                                                          |
| 2022年10月5日  | Extreme Hearts キャラクターソングアルバム「BEST 4 U」                                          | RISE | 「全力Challenger」 | テレビアニメ『Extreme Hearts』挿入歌                                                          |
| 2022年10月5日  | Extreme Hearts キャラクターソングアルバム「BEST 4 U」                                          | RISE | 「SUNRISE（ver.RISE）」 | テレビアニメ『Extreme Hearts』エンディングテーマ                                              |
| 2022年10月5日  | Extreme Hearts キャラクターソング ソロバージョン                                               | 葉山陽和（野口瑠璃子） | 「明日へのBreakShoot」 「Rise up Dream」 「大好きだよって叫ぶんだ」 「無限大の魔法」 「Happy☆Shiny Stories」 「全力Challenger」 「SUNRISE」 | テレビアニメ『Extreme Hearts』関連曲                                                          |
| 2022年10月28日 | Ashesinfonia                                                                                   | BUD VIRGIN LOGIC［アイレーン（野口瑠璃子）］ | 「Ashesinfonia」 | ゲーム『SHOW BY ROCK!! Fes A Live』関連曲                                                     |
| 2022年11月1日  | Journey                                                                                        | 初音ミク、星乃一歌（野口瑠璃子）、花里みのり（小倉唯）、小豆沢こはね（秋奈）、天馬司（廣瀬大介）、宵崎奏（楠木ともり） | 「Journey」 | ゲーム『プロジェクトセカイ カラフルステージ！ feat. 初音ミク』2周年アニバーサリーソング       |
| 2022年11月16日 | フロムトーキョー/流星のパルス                                                                  | Leo/need、初音ミク | 「フロムトーキョー」 | ゲーム『プロジェクトセカイ カラフルステージ！ feat. 初音ミク』関連曲                          |
| 2022年11月16日 | フロムトーキョー/流星のパルス                                                                  | Leo/need、MEIKO | 「流星のパルス」 | ゲーム『プロジェクトセカイ カラフルステージ！ feat. 初音ミク』関連曲                          |
| 2023年2月8日   | ウマ娘 プリティーダービー WINNING LIVE 10                                                      | トウカイテイオー（Machico）、マルゼンスキー（Lynn）、タイキシャトル（大坪由佳）、グラスワンダー（前田玲奈）、メジロライアン（土師亜文）、ナイスネイチャ（前田佳織里）、ダイタクヘリオス（山根綺）、サクラチヨノオー（野口瑠璃子）、ツルマルツヨシ（青山吉能）、ヤマニンゼファー（今泉りおな）、シンボリクリスエス（春川芽生）、タニノギムレット（松岡美里）、ダイイチルビー（礒部花凜）、ケイエスミラクル（佐藤日向） | 「うまぴょい伝説」 | ゲーム『ウマ娘 プリティーダービー』関連曲                                                     |
| 2023年2月8日   | ウマ娘 プリティーダービー WINNING LIVE 10                                                      | トウカイテイオー（Machico）、マルゼンスキー（Lynn）、タイキシャトル（大坪由佳）、グラスワンダー（前田玲奈）、メジロライアン（土師亜文）、ナイスネイチャ（前田佳織里）、サクラチヨノオー（野口瑠璃子）、ツルマルツヨシ（青山吉能） | 「トレセン体操」 | ゲーム『ウマ娘 プリティーダービー』関連曲                                                     |
| 2023年4月28日  | Be The MUSIC!                                                                                  | 「All Music MIKUdemy」一同 | 「Be The MUSIC!」 | ゲーム『プロジェクトセカイ カラフルステージ！ feat. 初音ミク』関連曲                          |
| 2023年7月5日   | STAGE OF SEKAI/Peaky Peaky                                                                     | Leo/need、鏡音レン | 「STAGE OF SEKAI」 | ゲーム『プロジェクトセカイ カラフルステージ！ feat. 初音ミク』関連曲                          |
| 2023年7月5日   | STAGE OF SEKAI/Peaky Peaky                                                                     | Leo/need、KAITO | 「Peaky Peaky」 | ゲーム『プロジェクトセカイ カラフルステージ！ feat. 初音ミク』関連曲                          |
| 2023年7月5日   | オーダーメイド/てらてら                                                                        | Leo/need、巡音ルカ | 「オーダーメイド」 | ゲーム『プロジェクトセカイ カラフルステージ！ feat. 初音ミク』関連曲                          |
| 2023年7月5日   | オーダーメイド/てらてら                                                                        | Leo/need、初音ミク | 「てらてら」 | ゲーム『プロジェクトセカイ カラフルステージ！ feat. 初音ミク』関連曲                          |
| 2023年8月30日  | Voices/the WALL                                                                                | Leo/need、鏡音リン | 「Voices」 | ゲーム『プロジェクトセカイ カラフルステージ！ feat. 初音ミク』関連曲                          |
| 2023年8月30日  | Voices/the WALL                                                                                | Leo/need、初音ミク | 「the WALL」 | ゲーム『プロジェクトセカイ カラフルステージ！ feat. 初音ミク』関連曲                          |
| 2023年10月1日  | NEO                                                                                            | 初音ミク、星乃一歌（野口瑠璃子）、花里みのり（小倉唯）、小豆沢こはね（秋奈）、天馬司（廣瀬大介）、宵崎奏（楠木ともり） | 「NEO」 | ゲーム『プロジェクトセカイ カラフルステージ！ feat. 初音ミク』3周年アニバーサリーソング       |
| 2023年11月22日 | Flyway/相生                                                                                    | Leo/need、鏡音レン | 「Flyway」 | ゲーム『プロジェクトセカイ カラフルステージ！ feat. 初音ミク』関連曲                          |
| 2023年11月22日 | Flyway/相生                                                                                    | Leo/need、MEIKO | 「相生」 | ゲーム『プロジェクトセカイ カラフルステージ！ feat. 初音ミク』関連曲                          |
| 2024年2月14日  | Extreme Hearts ソング＆ストーリーアルバム「Start Sign」                                        | ノノ（橋本ちなみ）、葉山陽和（野口瑠璃子） | 「あなたの望み」 | テレビアニメ『Extreme Hearts』関連曲                                                          |
| 2024年2月14日  | Extreme Hearts ソング＆ストーリーアルバム「Start Sign」                                        | RISE | 「Start Sign」 | テレビアニメ『Extreme Hearts』関連曲                                                          |
| 2024年3月6日   | Start Sign ソロバージョン                                                                      | 葉山陽和（野口瑠璃子） | 「Start Sign」 | テレビアニメ『Extreme Hearts』関連曲                                                          |
| 2024年3月6日   | Leo/need SEKAI ALBUM vol.2                                                                     | 星乃一歌（野口瑠璃子）、日野森志歩（中島由貴）、鏡音レン | 「ロストワンの号哭」 | ゲーム『プロジェクトセカイ カラフルステージ！ feat. 初音ミク』関連曲                          |
| 2024年3月6日   | Leo/need SEKAI ALBUM vol.2                                                                     | 星乃一歌（野口瑠璃子）、初音ミク | 「ゴーストルール」 | ゲーム『プロジェクトセカイ カラフルステージ！ feat. 初音ミク』関連曲                          |
| 2024年3月6日   | Leo/need SEKAI ALBUM vol.2                                                                     | 星乃一歌（野口瑠璃子）、望月穂波（上田麗奈）、初音ミク | 「心拍数♯0822」 | ゲーム『プロジェクトセカイ カラフルステージ！ feat. 初音ミク』関連曲                          |
| 2024年3月6日   | Leo/need SEKAI ALBUM vol.2                                                                     | 星乃一歌（野口瑠璃子）、日野森志歩（中島由貴）、初音ミク | 「僕らまだアンダーグラウンド」 「Calc.」 | ゲーム『プロジェクトセカイ カラフルステージ！ feat. 初音ミク』関連曲                          |
| 2024年3月6日   | Leo/need SEKAI ALBUM vol.2                                                                     | Leo/need、初音ミク | 「ロストエンファウンド」 | ゲーム『プロジェクトセカイ カラフルステージ！ feat. 初音ミク』関連曲                          |
| 2024年3月6日   | Leo/need SEKAI ALBUM vol.2                                                                     | Leo/need | 「天ノ弱」 | ゲーム『プロジェクトセカイ カラフルステージ！ feat. 初音ミク』関連曲                          |
| 2024年3月6日   | Leo/need SEKAI ALBUM vol.2                                                                     | Leo/need、鏡音リン | 「夜もすがら君想ふ」 | ゲーム『プロジェクトセカイ カラフルステージ！ feat. 初音ミク』関連曲                          |
| 2024年3月6日   | Leo/need SEKAI ALBUM vol.2                                                                     | Leo/need、巡音ルカ | 「Hello, Worker」 | ゲーム『プロジェクトセカイ カラフルステージ！ feat. 初音ミク』関連曲                          |
| 2024年3月6日   | Leo/need SEKAI ALBUM vol.2                                                                     | Leo/need、鏡音レン | 「アトラクトライト」 | ゲーム『プロジェクトセカイ カラフルステージ！ feat. 初音ミク』関連曲                          |
| 2024年3月6日   | Leo/need SEKAI ALBUM vol.2                                                                     | Leo/need、MEIKO | 「快晴」 | ゲーム『プロジェクトセカイ カラフルステージ！ feat. 初音ミク』関連曲                          |
| 2024年6月12日  | 星を繋ぐ/purpose                                                                               | Leo/need、KAITO | 「星を繋ぐ」 | ゲーム『プロジェクトセカイ カラフルステージ！ feat. 初音ミク』関連曲                          |
| 2024年6月12日  | 星を繋ぐ/purpose                                                                               | Leo/need、鏡音リン | 「purpose」 | ゲーム『プロジェクトセカイ カラフルステージ！ feat. 初音ミク』関連曲                          |
| 2024年7月3日   | プロジェクトセカイ カラフルステージ！ feat. 初音ミク アナザーボーカルアルバム Leo/need         | 星乃一歌（野口瑠璃子） | 「テオ」 「ヒバナ -Reloaded-」 「ドラマツルギー」 「「1」」 「夜に駆ける」 「カゲロウデイズ」 「流星のパルス」 「群青讃歌」                 | ゲーム『プロジェクトセカイ カラフルステージ！ feat. 初音ミク』関連曲                          |
| 2024年7月3日   | プロジェクトセカイ カラフルステージ！ feat. 初音ミク アナザーボーカルアルバム Leo/need         | 星乃一歌（野口瑠璃子）、望月穂波（上田麗奈） | 「from Y to Y」 | ゲーム『プロジェクトセカイ カラフルステージ！ feat. 初音ミク』関連曲                          |
| 2024年9月18日  | インテグラル/レグルス                                                                          | Leo/need、初音ミク | 「インテグラル」 | ゲーム『プロジェクトセカイ カラフルステージ！ feat. 初音ミク』関連曲                          |
| 2024年9月18日  | インテグラル/レグルス                                                                          | Leo/need、KAITO | 「レグルス」 | ゲーム『プロジェクトセカイ カラフルステージ！ feat. 初音ミク』関連曲                          |
| 2024年10月24日 | カルドアンシェル パッケージ限定版付属サウンドトトラックCD                                      | アンシェ（野口瑠璃子） | 「約束の空へ」 | ゲーム『カルドアンシェル』関連曲                                                              |
| 2025年1月17日  | SToRY                                                                                          | Leo/need | 「SToRY」 | 劇場アニメ『劇場版プロジェクトセカイ 壊れたセカイと歌えないミク』関連曲                       |
| 2025年1月30日  | Worlders                                                                                       | バーチャル・シンガー、Leo/need、MORE MORE JUMP!、Vivid BAD SQUAD、ワンダーランズ×ショウタイム、25時、ナイトコードで。 | 「Worlders」 | 劇場アニメ『劇場版プロジェクトセカイ 壊れたセカイと歌えないミク』エンディングテーマ           |
| 2025年2月19日  | すれすれ/それでも僕らは歌うことをやめない                                                      | Leo/need、MEIKO | 「すれすれ」 | ゲーム『プロジェクトセカイ カラフルステージ！ feat. 初音ミク』関連曲                          |
| 2025年2月19日  | すれすれ/それでも僕らは歌うことをやめない                                                      | Leo/need、鏡音レン | 「それでも僕らは歌うことをやめない」 | ゲーム『プロジェクトセカイ カラフルステージ！ feat. 初音ミク』関連曲                          |
| 2025年2月21日  | 群青讃歌（劇場版プロジェクトセカイver.）                                                       | Leo/need、MORE MORE JUMP!、Vivid BAD SQUAD、ワンダーランズ×ショウタイム、25時、ナイトコードで。 | 「群青讃歌（劇場版プロジェクトセカイver.）」                                                                                                | 劇場アニメ『劇場版プロジェクトセカイ 壊れたセカイと歌えないミク』挿入歌                       |
| 2025年2月27日  | 快晴「劇場版プロジェクトセカイ」ver.                                                           | Leo/need | 「快晴「劇場版プロジェクトセカイ」ver.」 | 劇場アニメ『劇場版プロジェクトセカイ 壊れたセカイと歌えないミク』挿入歌                       |
| 2025年2月27日  | glow「劇場版プロジェクトセカイ」ver.                                                           | 星乃一歌（野口瑠璃子） | 「glow「劇場版プロジェクトセカイ」ver.」 | 劇場アニメ『劇場版プロジェクトセカイ 壊れたセカイと歌えないミク』挿入歌                       |
| 2025年3月31日  | 熱風                                                                                           | 初音ミク、星乃一歌（野口瑠璃子）、花里みのり（小倉唯）、小豆沢こはね（秋奈）、天馬司（廣瀬大介）、宵崎奏（楠木ともり） | 「熱風」 | ゲーム『プロジェクトセカイ カラフルステージ！ feat. 初音ミク』4周年アニバーサリーソング       |
| 2025年3月31日  | フレー                                                                                         | Leo/need、初音ミク | 「フレー」 | 大塚製薬『ポカリスエット』×『プロジェクトセカイ カラフルステージ！ feat. 初音ミク』コラボ楽曲 |
| 2025年6月25日  | Leo/need SEKAI ALBUM vol.3                                                                     | Leo/need、初音ミク | 「glow」 「初めての恋が終わる時」 「Henceforth」                                                                                            | ゲーム『プロジェクトセカイ カラフルステージ！ feat. 初音ミク』関連曲                          |
| 2025年6月25日  | Leo/need SEKAI ALBUM vol.3                                                                     | 星乃一歌（野口瑠璃子）、天馬咲希（礒部花凜）、巡音ルカ | 「サマータイムレコード」 | ゲーム『プロジェクトセカイ カラフルステージ！ feat. 初音ミク』関連曲                          |
| 2025年6月25日  | Leo/need SEKAI ALBUM vol.3                                                                     | 星乃一歌（野口瑠璃子）、日野森志歩（中島由貴）、鏡音リン | 「天樂」 | ゲーム『プロジェクトセカイ カラフルステージ！ feat. 初音ミク』関連曲                          |
| 2025年6月25日  | Leo/need SEKAI ALBUM vol.3                                                                     | 星乃一歌（野口瑠璃子）、望月穂波（上田麗奈）、初音ミク | 「ハイドアンド・シーク」 | ゲーム『プロジェクトセカイ カラフルステージ！ feat. 初音ミク』関連曲                          |
| 2025年6月25日  | Leo/need SEKAI ALBUM vol.3                                                                     | Leo/need、MEIKO | 「幾望の月」 | ゲーム『プロジェクトセカイ カラフルステージ！ feat. 初音ミク』関連曲                          |
| 2025年6月25日  | Leo/need SEKAI ALBUM vol.3                                                                     | Leo/need、鏡音リン | 「東京テディベア」 | ゲーム『プロジェクトセカイ カラフルステージ！ feat. 初音ミク』関連曲                          |
| 2025年6月25日  | Leo/need SEKAI ALBUM vol.3                                                                     | Leo/need、巡音ルカ | 「抜錨」 | ゲーム『プロジェクトセカイ カラフルステージ！ feat. 初音ミク』関連曲                          |
| 2025年6月25日  | Leo/need SEKAI ALBUM vol.3                                                                     | 星乃一歌（野口瑠璃子）、天馬咲希（礒部花凜）、鏡音レン | 「林檎売りの泡沫少女」 | ゲーム『プロジェクトセカイ カラフルステージ！ feat. 初音ミク』関連曲                          |
| 2025年6月25日  | Leo/need SEKAI ALBUM vol.3                                                                     | Leo/need、KAITO | 「モザイクロール (Reloaded)」 「ワールド・ランプシェード [reunion]」                                                                        | ゲーム『プロジェクトセカイ カラフルステージ！ feat. 初音ミク』関連曲                          |
| 2025年7月9日   | ウマ娘 プリティーダービー WINNING LIVE 28                                                      | タマモクロス（大空直美）、メジロライアン（土師亜文）、アイネスフウジン（長江里加）、ゴールドシチー（香坂さき）、サクラチヨノオー（野口瑠璃子）、タッカーブライン（小林ゆう） | 「タッカー's スキルアップアイランド」 | ゲーム『ウマ娘 プリティーダービー』関連曲                                                     |
| 2025年7月9日   | ウマ娘 プリティーダービー WINNING LIVE 28                                                      | ウマ娘 | 「うまぴょい伝説」 | ゲーム『ウマ娘 プリティーダービー』関連曲                                                     |
| 2025年7月23日  | キセキRelation                                                                                 | 葉山陽和（野口瑠璃子）、桜井羽月（阿部里果） | 「キセキRelation」 | テレビアニメ『Extreme Hearts』関連曲                                                          |
| 2025年9月3日   | その音が鳴るなら/Sympathy                                                                      | Leo/need、巡音ルカ | 「その音が鳴るなら」 | ゲーム『プロジェクトセカイ カラフルステージ！ feat. 初音ミク』関連曲                          |
| 2025年9月3日   | その音が鳴るなら/Sympathy                                                                      | Leo/need、初音ミク | 「Sympathy」 | ゲーム『プロジェクトセカイ カラフルステージ！ feat. 初音ミク』関連曲                          |